# São Francisco (quadrinhos)
São Franscico é uma história em quadrinhos jornalística brasileira escrita e desenhada por Gabriela Güllich com fotos de João Velozo, publicada em 2019 de forma independente por meio de financiamento coletivo através da plataforma Catarse. O livro apresenta uma reportagem mesclando quadrinhos e fotografia sobre a transposição do rio São Francisco.
Para desenvolver o livro, Güllich e Velozo viajaram para a região do eixo leste da transposição no início de 2019 para a apuração da reportagem e realização das fotografias, percorrendo mais de 1.000 km em 15 dias, de Belém do São Francisco (Pernambuco) a Monteiro (Paraíba). Os dois autores já haviam trabalhado juntos em reportagens "convencionais" para a revista Vice Brasil e para a Deutsche Welle. Velozo deu a ideia do projeto em 2018, mas, por conta de compromissos profissionais, só foi desenvolvida em 2019.
O livro é dividido em três capítulos, intitulados "Água", "Seca" e "Obra", sendo os dois primeiros sobre a situação da região e das pessoas que lá vivem em relação à seca e o terceiro sobre a Transposição e suas consequências.

Em 2020, São Francisco ganhou o Troféu HQ Mix de melhor publicação independente de autor.